# 堀内三郎 (野球)
堀内 三郎（ほりうち さぶろう、1951年5月16日 - ）は、青森県西津軽郡深浦町出身の元プロ野球選手。ポジションは外野手。

## 来歴・人物
青森県立鰺ヶ沢高等学校では中堅手で3番バッター。1969年のドラフトで南海ホークスから10位で指名され入団。
一軍公式戦に出場することはなく1971年に引退。引退後は、ヤクルトスワローズにチーフトレーナーとして34年間在籍し、2011年に定年退職した。その後、松戸市の治療院に勤務。

## 詳細情報

### 年度別投手成績
- 一軍公式戦出場無し

### 背番号
- 51 （1970年 - 1971年）